# Blåvandshuk Sogn
Blåvandshuk Sogn er et sogn i Varde Provsti (Ribe Stift). Sognet blev oprettet 27. november 2016 (1. søndag i advent) ved sammenlægning af Ho Sogn, Oksby Sogn og Mosevrå Sogn.
Sognet hører til Varde Kommune i Region Syddanmark.
I sognet ligger Ho Kirke, Oksby Kirke og Mosevrå Kirke.